# Анхел
Анхел (на испански: Salto Ángel, по името на Джеймс Ейнджъл) или Керепакупай меру (на пемонски език: Kerepakupai merú – „Водопад на най-дълбокото място“) е най-високият водопад на Земята. Общата му височина е 1054 m, но тъй като има два пада, максималното непрекъснато падане на водата е 807 m.
Разположен е на река Кереп, приток на Чурун, която от своя страна е малък приток на река Ориноко, на територията на Венецуела, на известното тепуи Ауянтепуи. Според венецуелските политици е бил винаги известен на местното население. Наречен е на американския авиатор Джеймс Крофорд Ейнджъл, който го „открива“ на 16 ноември 1933 г. след аварийно кацане и го прави известен по целия свят. На 20 декември 2011 г. президентът Чавес се изказва в защита на името Керепакупай меру, но впоследствие се отказва от официално преименуване.
Официалната височина е определена след проучване на Националното географско дружество през 1949 г. До самия водопад се стига по река за 24 часа. Много често обаче ентусиазмът на туристите угасва, след като видят величествения Анхел забулен в гъсти облаци и изпарения.
През периода на суша (от януари до май) водопадът е тънка струя вода, която се разсейва в мъгла, но през дъждовния период (от юни до декември) той е много мощен и живописен.